# Chlamydera
Chlamydera är ett fågelsläkte i familjen lövsalsfåglar inom ordningen tättingar. Släktet omfattar fem arter som förekommer på Nya Guinea och i Australien:
- Västlig lövsalsfågel (C. guttata)
- Fläckig lövsalsfågel (C. maculata)
- Större lövsalsfågel (C. nuchalis)
- Gulbröstad lövsalsfågel (C. lauterbachi)
- Ockrabukig lövsalsfågel (C. cerviniventris)